# Clare Kramer

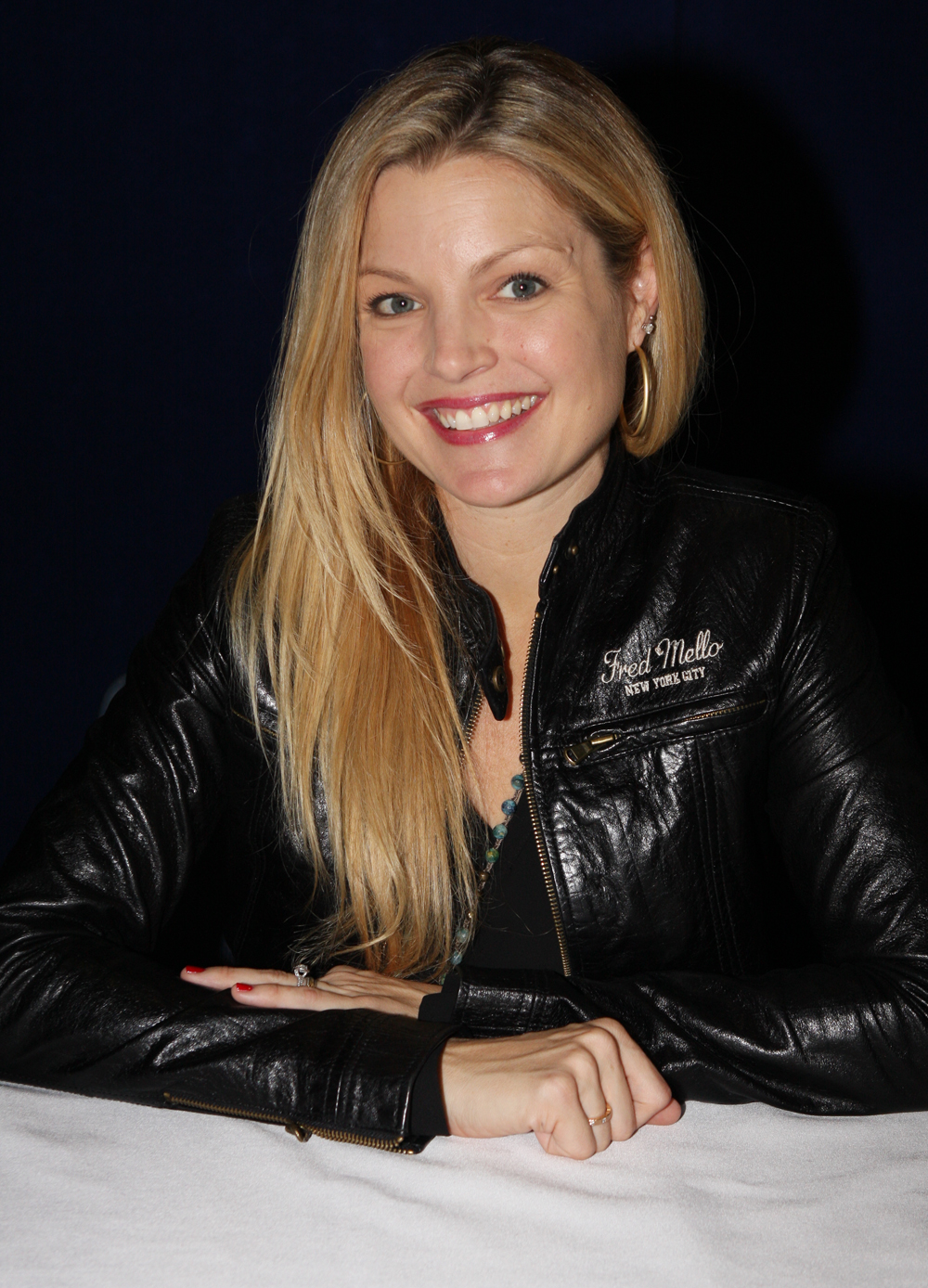
Clare Kramer (2013)

Clare Kramer (* 3. September 1974 in Atlanta, Georgia) ist eine US-amerikanische Schauspielerin. Bekannt wurde sie insbesondere durch ihre Rolle als Hauptgegnerin von Buffy in der fünften Staffel von Buffy – Im Bann der Dämonen.

## Biographie
Kramer wuchs in Ohio auf. Nach der High School zog sie nach New York, wo sie an der Tisch School of the Arts der New York University Schauspiel studierte. Nach ihrem Umzug nach Los Angeles war sie an verschiedenen Theaterproduktionen beteiligt. Ihre erste Filmrolle folgte 1997 mit einer kleinen Nebenrolle in In & Out. Eine größere Rolle hatte sie 2000 in Girls United, wo sie erstmals mit Eliza Dushku zusammenarbeitete, mit der sie befreundet ist.
Ihre Rolle in der fünften Staffel von Buffy als psychotische Höllengöttin Glory machte sie einem größeren Publikum bekannt. 2002 spielte sie neben weiteren Serienstars wie James van der Beek und Jessica Biel in dem Film Die Regeln des Spiels. Ihre erste Hauptrolle folgte im dritten Teil der The-Skulls-Filme. Außerdem war sie in verschiedenen weiteren Fernsehserien zu sehen, darunter auch Tru Calling, wo sie wiederum neben Eliza Dushku spielte. 2005 und 2006 spielte sie Hauptrollen in mehreren Independentfilmen.
Kramer ist in verschiedenen wohltätigen Organisationen und Projekten tätig. Seit 2005 ist sie verheiratet.

## Filmografie (Auswahl)
- 2000: Girls United (Bring It On)
- 2000–2002: Buffy – Im Bann der Dämonen (Buffy the Vampire Slayer, Fernsehserie, 13 Folgen)
- 2002: Sabrina – Total verhext (Sabrina the Teenage witch, Fernsehserie, 1 Folge S7F5)
- 2002: Die Regeln des Spiels (The Rules of Attraction)
- 2004: The Skulls 3
- 2005: The Gravedancers – Ruhe nicht in Frieden (The Gravedancers)
- 2008: Road to Hell
- 2013: Big Ass Spider!